# 巴倫西亞湖

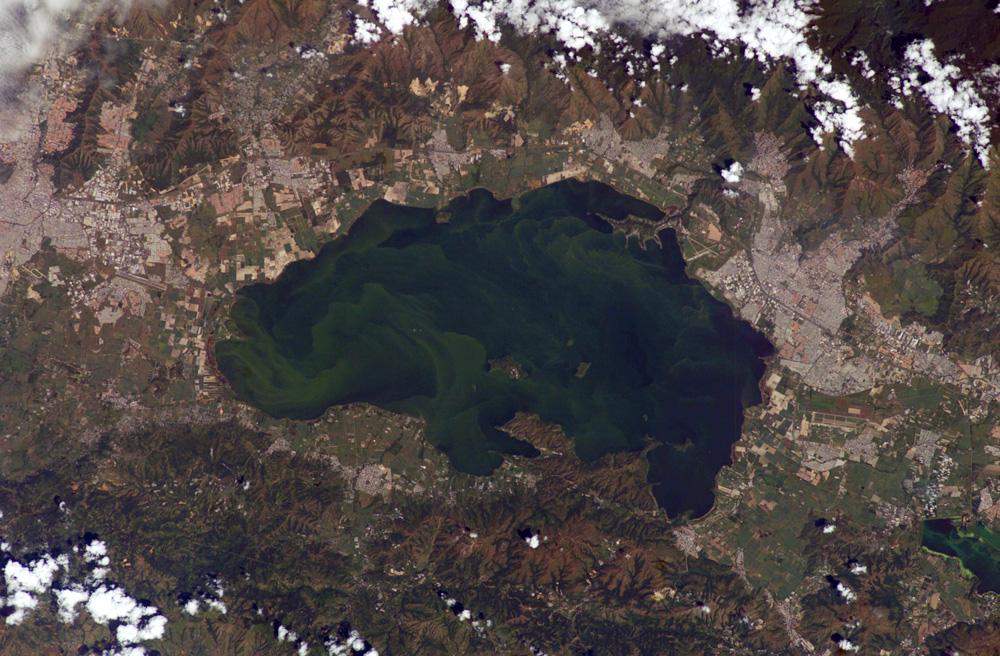

10°11′N 67°44′W / 10.183°N 67.733°W
巴倫西亞湖（西班牙語：Lago de Valencia）是委內瑞拉的湖泊，位於該國北部，長30公里、寬20公里，面積350平方公里，集水區面積2,646平方公里，海拔高度410米，平均水深18米，最大水深39米。